# Поповське (присілок, Дмитровський міський округ)
Попо́вське (рос. Поповское) — присілок у складі Дмитровського міського округу Московської області, Росія.

## Населення
Населення — 10 осіб (2010; 12 у 2002).
Національний склад (станом на 2002 рік):
- росіяни — 100 %